# Pont de Septime Sévère
Le pont de Septime Sévère (en turc : Cendere Köprüsü) est situé près de l’ancienne ville d’Arsameia (aujourd’hui Eskikale) à 55 km d'Adıyaman dans l'ancienne région de Commagène, au sud-est de la Turquie actuelle. Il enjambe la crique de Chabinas, un bras de la crique de Kahta sur la route de Kahta à Sincik. 

## Description
Ce pont a été observé et photographié en 1883 par les archéologues ottomans Osman Hamdi Bey et Osgan Efendi au cours d'une expédition archéologique vers Nemrud Dagi, dont les carnets de voyages ont été publiés. Ils décrivent un pont en pierre en bon état de conservation, mis à part le pavage du tablier et le parapet qui sont fortement détériorés. L'arc principal au-dessus du cours d'eau est en plein cintre avec 34 mètres de hauteur, tandis qu'un second arc plus petit permet le passage des eaux de crue. Le pont mesure 118 mètres de long pour une largeur variant entre 4,90 m et 3,85 m.

## Historique
Le pont fut entièrement restauré par l’empereur romain Septime Sévère (193-211), sous la surveillance du légat de la XVIe légion, en garnison dans l’ancienne ville de Samosate (aujourd’hui Samsat). Les communautés de Commagène montèrent quatre colonnes corinthiennes aux extrémités du pont, deux du côté de Kahta dédiées à Septime Sévère et sa femme Julia Domna, et deux du côté de Sincik dédiées à leurs deux fils Caracalla et Geta, comme l’indiquent les inscriptions en latin placées sur le parapet. Ces colonnes à tambour mesuraient 9 à 10 mètres. La colonne au nord-ouest a disparu, ce que l'on rapproche de la Damnatio memoriae édictée par Caracalla après l'assassinat de Geta en 212 et la destruction systématique des inscriptions qui le mentionnaient.

## Parc national, patrimoine mondial
Le pont de Septime Sévère est situé à l’intérieur de l’un des parcs nationaux les plus importants de Turquie, qui contient le Nemrut Dağı et les célèbres restes de la civilisation de Commagène, inscrits au patrimoine mondial par l’UNESCO. Le pont a été restauré en 1997. Seuls sont autorisés à le traverser les véhicules inférieurs à 5 tonnes. Un pont moderne a été construit 500 m plus à l’est.

## Pour approfondir